# Prochaine élection présidentielle palestinienne
La prochaine élection présidentielle palestinienne devait avoir lieu le 31 juillet 2021, avant d'être reportée à une date indéterminée, afin d'élire le président de Palestine,. 

## Campagne

### Candidats potentiels
| Candidat | Candidat          | Candidat | Parti   | Principales fonctions                                                |
| -------- | ----------------- | -------- | ------- | -------------------------------------------------------------------- |
|          | Mahmoud Abbas     |          | Fatah   | Président de l'État de Palestine (depuis le 15 janvier 2005)         |
|          | Marwane Barghouti |          | Liberté | Membre du Conseil législatif palestinien (depuis le 20 janvier 1996) |

### Sondages
| Sondeur | Date            | Abbas | Mo. Barghouti | Ma. Barghouti | Haniyeh | Dahlan | Mishal | Shtayyeh | Sinwar | Fayyad | Indécis/Autres |
| ------- | --------------- | ----- | ------------- | ------------- | ------- | ------ | ------ | -------- | ------ | ------ | -------------- |
| Sondeur | Date            |       |               |               |         |        |        |          |        |        | Indécis/Autres |
| PCPSR   | 14-19 mars 2021 | 13,3  | 3,3           | 33,5          | 21,6    | 10,4   | 3,8    | 3,3      | 2,0    | -      | 33,8           |
| PCPSR   | 14-19 mars 2021 | -     | 5,8           | 47,9          | 24,2    | 8,8    | 5,9    | -        | -      | 2,2    | 17,5           |
| PCPSR   | 14-19 mars 2021 | 50,7  | -             | -             | 49,3    | -      | -      | -        | -      | -      | 7,1            |
| PCPSR   | 14-19 mars 2021 | -     | -             | 65,7          | 34,3    | -      | -      | -        | -      | -      | 4,8            |
| PCPSR   | 14-19 mars 2021 | -     | -             | -             | 48,2    | -      | -      | 51,8     | -      | -      | 8,1            |
| PCPSR   | 14-19 mars 2021 | 19,6  | -             | 50,1          | 30,3    | -      | -      | -        | -      | -      | 4,0            |

## Résultats
| Candidats                | Candidats          | Partis  | Premier tour | Premier tour | Second tour | Second tour |
| Candidats                | Candidats          | Partis  | Voix         | %            | Voix        | %           |
| ------------------------ | ------------------ | ------- | ------------ | ------------ | ----------- | ----------- |
|                          | Mahmoud Abbas      | Fatah   |              |              |             |             |
|                          | Marouane Barghouti | Liberté |              |              |             |             |
|                          | Autres candidats   |         |              |              |             |             |
|                          |                    |         |              |              |             |             |
| Votes valides            |                    |         |              |              |             |             |
| Votes blancs et nuls     |                    |         |              |              |             |             |
| Total                    | Total              | Total   |              | 100          |             | 100         |
| Abstention               |                    |         |              |              |             |             |
| Inscrits / participation |                    |         |              |              |             |             |